# سن لوکا
سن لوکا (به ایتالیایی: San Luca) یک کومونه در ایتالیا است که در استان رجو کالابریا واقع شده‌است.

## خصوصیات
سن لوکا ۱۰۴٫۲ کیلومترمربع مساحت و ۴٬۱۲۶ نفر جمعیت دارد و ۲۵۰ متر بالاتر از سطح دریا واقع شده‌است.

## خواهرخوانده
شهرهای کاسچیا و سان جورجیو مورگتو خواهرخوانده‌های سن لوکا هستند.